# Rehleașînți, Iampol
Rehleașînți (în ucraineană Регляшинці) este un sat în comuna Trosteaneț din raionul Iampol, regiunea Vinița, Ucraina.

## Demografie
Componența lingvistică a localității Rehleașînți
     Ucraineană (93,59%)
     Română (5,13%)
     Rusă (1,28%)
Conform recensământului din 2001, majoritatea populației localității Rehleașînți era vorbitoare de ucraineană (93,59%), existând în minoritate și vorbitori de română (5,13%) și rusă (1,28%).